# NGC 1321
NGC 1321 ist eine linsenförmige Galaxie vom Hubble-Typ S0-a im Sternbild Eridanus am Südsternhimmel. Sie ist schätzungsweise 119 Millionen Lichtjahre von der Milchstraße entfernt und hat einen Durchmesser von etwa 35.000 Lichtjahren. Wahrscheinlich bildet sie gemeinsam mit NGC 1320 ein gebundenes Galaxienpaar.

Im selben Himmelsareal befinden sich u. a. die Galaxien NGC 1308, NGC 1322, NGC 1323.
Das Objekt wurde am 20. September 1784 von dem Astronomen William Herschel entdeckt.